# Jorge Góngora
Jorge Góngora (Lima, 1906. október 12. – Lima, 1999. június 25.), perui válogatott labdarúgó.
A perui válogatott tagjaként részt vett az 1930-as világbajnokságon illetve az 1929-es és az 1935-ös Dél-amerikai bajnokságon.

## Sikerei, díjai
Peru
- Dél-amerikai bronzérmes (1): 1935

## Külső hivatkozások
- Carlos Cillóniz a FIFA.com honlapján Archiválva 2015. február 3-i dátummal a Wayback Machine-ben